# Morgi (Dobra)
Morgi – część wsi Dobra w Polsce, położona w województwie małopolskim, w powiecie limanowskim, w gminie Dobra.
W latach 1975–1998 Morgi administracyjnie należały do województwa nowosądeckiego.